# Бодо Узе
Бодо Узе (на немски: Bodo Uhse) е германски белетрист, есеист и публицист.

## Биография

### Младежки години
Бодо Узе е роден в Ращат в семейството на пруски офицер.
Отначало Узе желае да последва военното поприще на баща си, но след поражението на Германия в Първата световна война тази мечта се осуетява и той се включва в различни паравоенни формации, като за известно време е редактор на различни нацистки вестници. През 1930 г. прекратява членството си в националсоцалистическата партия, търси контакт с Комунистическата партия на Германия и става неин член. Тогава започва да пише първите си разкази. След като през 1933 г. на власт в Германия идва Хитлер, писателят емигрира в Париж и е лишен от немско гражданство.

### Франция, САЩ и Мексико
Във френската столица Бодо Узе създава първия си, почти автобиографичен роман „Наемник и войник“ (1935) и взима участие в Международния писателски конгрес за защита на културата (1935). След избухването на Испанската гражданска война в 1936 г. Узе се записва доброволец и се включва като военен комисар в интернационалните бригади. Разболява се и през 1938 г. се завръща в Париж. През 1939 г. писателят се преселва в САЩ, а на следващата година – в Мексико. Там създава художествено най-силната си творба – романа „Лейтенант Бертрам“ (1944).

### Творчество в ГДР
След края на войната Бодо Узе се завръща в Източна Германия, където публикува романа „Ние, синовете“ (1948), сборниците с разкази „Света Кунигунда в снега“ (1949), „Мостът“ (1952), първата част на романа „Патриотите“ (1954), „Мексикански новели“ (1957) и сборниците с разкази „Пътешествие в синия лебед“ (1959), „Фреската“ (1960) и „Неделно мечтание в Аламеда“ (1961).

### Време на признание
Бодо Узе си създава име като майстор на социалнокритическия разказ, изграден с ярък неусложнен език, но с дълбок, често приглушен лиризъм. Отличен е с „Националната награда на ГДР“ (1954), а от 1955 г. е член на Немската академия на изкуствата.
През 1963 г. става главен редактор на престижното литературно списание „Зин унд форм“.
Умира на 2 юли 1963 г. в Берлин.